# Arthur de Gabriac
Pour les autres membres de la famille, voir Famille de Cadoine de Gabriac.
Le marquis Arthur de Gabriac, né à Munich le 27 janvier 1867 et mort à Neuilly-sur-Seine le 26 octobre 1948, est un mélomane, mécène et philanthrope français.

## Biographie
Arthur-Wladimir-Marie-Joseph de Cadoine de Gabriac est le fils de l'ambassadeur Joseph  de Cadoine de Gabriac et de Mathilde von Eskeles. Il reçoit le sacrement de confirmation du pape même.
Dès son enfance, il marque des dispositions naturelles pour l'art musical. À l'âge de sept ans, il chante des chants religieux dans les églises avec une puissante voix de soprano. Sa voix s'étant muée en une basse profonde, il se fait remarquer par Mme Jean de Reszke, qui lui conseille de travailler sérieusement le chant, ce qu'il fait sous la direction d'Achard. Il reçoit également les conseils de Fauré, Delmas et Renaud, de l'Opéra, et apprend la mise en scène avec Fugère et Taskin, de l'Opéra-Comique
Le comte de Gabriac se représente régulièrement dans les réunions mondaines et de bienfaisance, ainsi que dans les grands concerts de charité, notamment ceux de l'Œuvre des saints-anges.

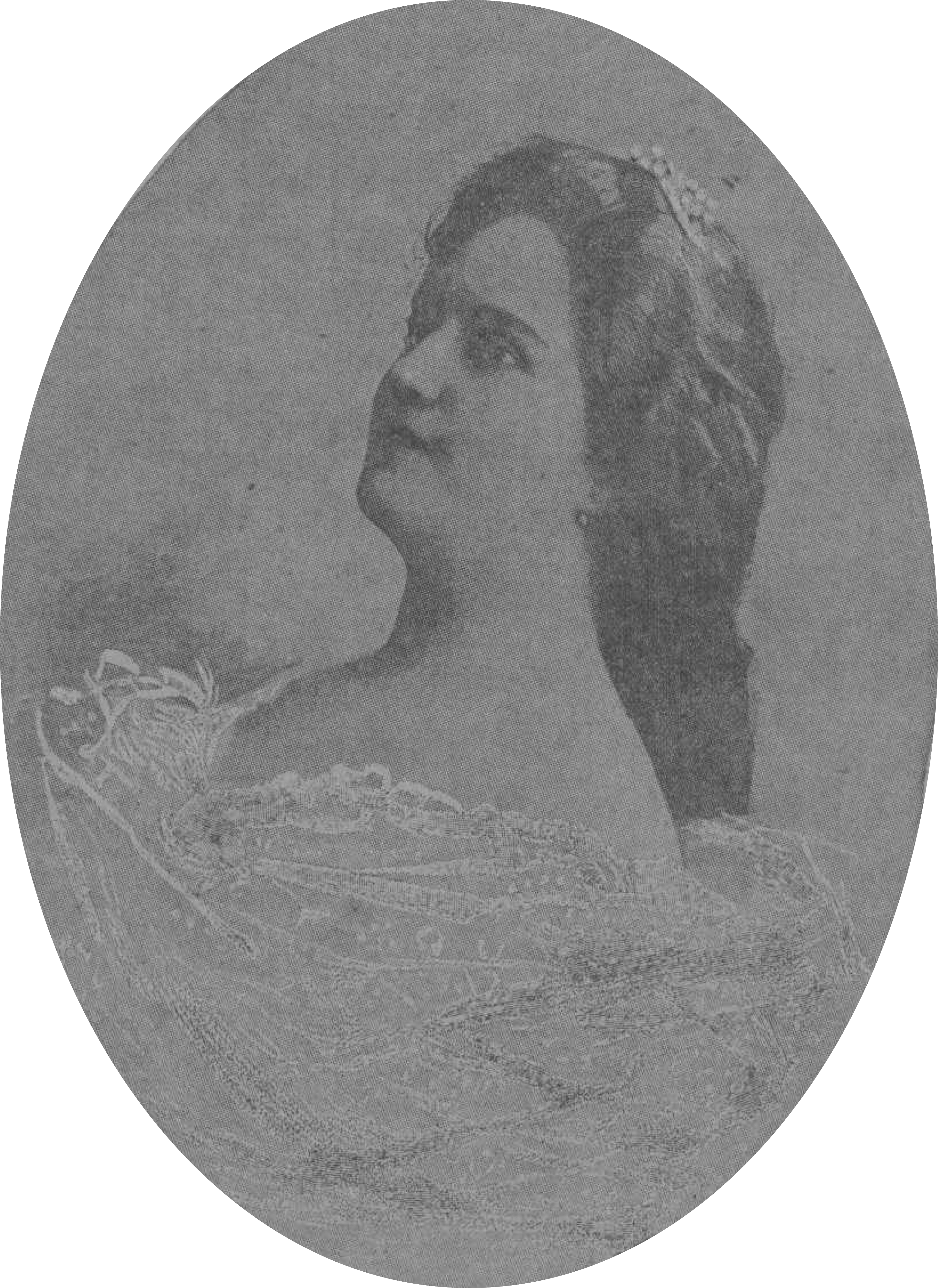
Portrait de son épouse, Fanny Fithian.

En octobre 1897, en l'église Saint-Honoré-d'Eylau, avec la bénédiction donnée par son oncle l'abbé Alexandre de Gabriac et le pape Léon XIII, il épouse une riche héritière américaine, Fanny Fithian, fille d'un financier, le major Joël Adams Fithian, et petite-fille de Richard B. Connolly, ainsi que belle-sœur de Chester Alan Arthur II,. Leur fils Guy épousera la fille de l'industriel Gaston Goüin.
Chanteur mondain réputé, pianiste amateur, il est fortement encouragé par Lillian Nordica, Nellie Melba, Jean de Reszke et Camille Saint-Saëns et fini par se lancer dans la carrière artistique à l'étranger. Il donne des récitals d'abord à Londres, puis aux États-Unis,.
Avec son épouse, ils tiennent des salons musicaux dans leur hôtel particulier du no 14 de la rue Desbordes-Valmore à Paris.
En 1911, il est l'un des invités du dîner organisé au Ritz par William E. Corey (en) et Mabelle Gilman Corey (en), en compagnie du grand duc Boris Vladimirovitch de Russie, du duc Alexandre Georgevitch de Leuchtenberg, du baron Maurice de Rothschild, de la duchesse de Morny, de la princesse Ghika et de M. et Mme Jean de Reszke.
Il est inhumé au cimetière Montmartre dans une chapelle où reposent de nombreux membres de sa famille comme son père et son grand-père.

### Sources
- « Gabriac (Arthur-Wladimir comte de », dans "Dictionnaire national des contemporains : contenant les notices des membres de l'Institut de France, du gouvernement et du parlement français, de l'Académie de médecine.... Tome 3, sous la dir. de C.-E. Curinier", Office général d'éd. de librairie et d'impr. (Paris) - 1899-1919
- Myriam Chimènes, "Mécènes et musiciens: du salon au concert à Paris sous la IIIe République", Fayard, 2004
- André de Fouquières, "Mon Paris et ses parisiens: Vers le point du jour", éditions Horay, 1959